# Roberto Hernández (cineasta)
Roberto Hernández es un abogado y cineasta mexicano, realizador de los documentales El túnel y Presunto culpable sobre el sistema judicial mexicano.

## Biografía
Nació en Monterrey en 1974. Es abogado, investigador y profesor de derecho del CIDE (Centro de Investigación y Docencia Económicas). En 2006 realizó el cortometraje El túnel junto a Layda Negrete, su esposa. En 2008 realizó el documental Presunto culpable.

## Filmografía

### Como productor
- P.O.V. (2010): episodio "Presumed Guilty"
- Presunto culpable (2008)
- El túnel (2006)

### Como editor
- P.O.V. (2010): episodio "Presumed Guilty"
- Presunto culpable (2008)
- El túnel (2006)

### Como director
- P.O.V. (2010): episodio "Presumed Guilty"
- Presunto culpable (2008)
- Duda razonable: Historia de dos secuestros (2021)[2]

### Como guionista
- El túnel (2006)